# گوادالوپه یوری
گوادالوپه یوری (انگلیسی: Guadalupe Llori؛ زادهٔ ۱۹۶۲ یا ۱۹۶۳) سیاستمدار اهل اکوادور است. وی بخشدار استان اوریانا بود. او یکی از اعضای جنبش وحدت چندگانه پاچاکوتیک است. او از ۱۵ مه ۲۰۲۱ رئیس مجلس شورای ملی اکوادور است.

## سابقه حرفه‌ای
یوری فعالیت سیاسی خود را با انتخابات استانی اکوادور در ۲۰۰۰ آغاز کرد و به عنوان شهردار پورتو فرانسیسکو د ارللنا انتخاب شد. دوره او در درجه اول بر بهبود مراقبت‌های بهداشتی متمرکز بود. در انتخابات استانی ۲۰۰۴، یوری به عنوان بخشدار استان اوریانا انتخاب شد که نماینده اتحاد پاچاکوتیک، اتحادیه دموکرات مسیحی و حزب سوسیال مسیحی بود.
در ۸ دسامبر ۲۰۰۷، او به اتهام خرابکاری و تروریسم به اتهام سازماندهی یک اعتصاب در دایوما، اکوادور دستگیر شد. او در طول بازداشت خود گزارش داد که مورد تحقیر و بدرفتاری قرار گرفته است و بنیاد حقوق بشر را مجبور به ارسال شکایت به دولت اکوادور کرده است. در ۲۵ ژانویه ۲۰۰۸، یک قاضی دادگاه عالی نووه لوخا دستور آزادی او را صادر کرد، و به نقل یک ایستگاه تلویزیونی محلی نوشت این حکم تنها چند روز بعد پس از اینکه قاضی به انحراف در مسیر عدالت متهم شد پس از اظهار نظر خود در مورد این موضوع، لغو شد.
در اوایل مارس ۲۰۰۸، مجلس مؤسسان اکوادور عفو عمومی را برای همه کسانی که در اعتصاب دایوما دخیل بودند اعطا کرد، اما یوری را زندانی کرد. اتهاماتی علیه او مبنی بر اختلاس از بودجه عمومی برای ساخت جاده‌ها در استان اورلانا در نظر گرفته شده است. در ۷ مارس، او توسط شورای استانی با رای ۳ بر ۲ از سمت خود برکنار شد، و آلبرتو زامبرانو جانشین او گردید. در شهریور همان سال از اتهام اختلاس تبرئه شد و سرانجام پس از ۹ ماه حبس از زندان آزاد شد. در ژانویه ۲۰۰۹، یک قاضی دستور داد که یوری به دفتر خود بازگردانده شود، اما زامبرانو با موفقیت از آن درخواست تجدید نظر کرد. در نهایت، او در انتخابات استانی ۲۰۰۹ برای پاچاکوتیک دوباره به دفتر خود انتخاب شد و زامبرانو و جنبش دموکراتیک خلق را شکست داد. وی دوباره در انتخابات ۲۰۱۴ با اختلاف زیادی انتخاب شد.
در ۱۵ مه ۲۰۲۱، او به عنوان رئیس جدید پارلمان اکوادور انتخاب گردید.